# Strada europea E019
La strada europea E019 è una strada europea che collega Petropavl a Toqsan bi in Kazakistan. Come si evince dalla numerazione, si tratta di una strada di classe B posta a est della E101.

## Percorso
La E019 è definita con i seguenti capisaldi di itinerario: "Petropavl - Toqsan bi".